# Syngrapha devergens
Syngrapha devergens är en fjärilsart som beskrevs av Jacob Hübner 1818. Syngrapha devergens ingår i släktet Syngrapha och familjen nattflyn. Inga underarter finns listade i Catalogue of Life.